# Sarwa Oedai
Sarwa Oedai (ook Sarwa Oeday of Sarwa Uday) is een begraafplaats in Paramaribo in Suriname waar onder meer enkele slachtoffers van de Decembermoorden begraven zijn (Soerinder Rambocus, Jiwansingh Sheombar en John Baboeram). Sinds 1964 is het gebruikt o.a. door Hindostanen omdat tot 1970 crematie officieel in Suriname verboden was.
Een aantal vrienden heeft in 2011 terug het initiatief genomen om de sterk verwaarloosde begraafplaats wat toegankelijker te maken. De begraafplaats was onder beheer van Stichting Sahajak Mandal, echter functioneerde deze niet meer, omdat alle bestuursleden reeds zijn heengegaan. Jeannette Durgaram nam als voorzitter de leiding over van de begraafplaats aan de Jagernath Lachmonstraat. 

## Monument
Er is nu een monument ter nagedachtenis aan hen die op Sarwa Oedai begraven zijn, maar van wie de graven niet meer te vinden zijn. Volgens de voorzitter is het monument een plek voor nabestaanden om hun geliefden te gedenken. Durgaram zei hierover: "Dit is iets tastbaars voor hen waar ze even kunnen bidden, praten en een bloemetje kunnen leggen."
Het monument is een vierzijdige zuil van gepolijst graniet. Er prijken vier symbolen op elke zijde: het hindoeïstische Ohm-teken, het christelijke kruis, de islamitische maan-ster en een universeel gevouwen handen afbeelding, alle goudkleurig. "Wij zijn één, wij verschillen cultureel gezien misschien van elkaar, maar leven samen als één met elkaar." Deze gedachte is kenmerkend voor de overleden personen die er vanaf 1969 een laatste rustplaats op Sarwa Oedai hebben gevonden. 
"Ja, wij zijn een Hindoestaanse begraafplaats", beaamt Durgaram. Zo zijn er zes jaar lang, tot 1975 toen een crematie-optie mogelijk was, Hindoestanen begraven die hindoe, islam of christendom belijders zijn geweest. Maar ook namen van Javaanse immigranten zijn nog te lezen op sommige grafstenen.